# Chloe Esposito
Chloe Esposito (Camden, 19 settembre 1991) è una pentatleta australiana, vincitrice di una medaglia d'oro ai Giochi olimpici di Rio de Janeiro 2016.

## Biografia
È figlia del pentatleta Daniel Esposito, che partecipò ai Giochi olimpici estivi di Los Angeles 1984. Anche il fratello Max Esposito è pentleta di caratura internazionale ed ha rappresentato assieme a lei la Australia alle Olimpiadi di Rio de Janeiro 2016.

## Palmarès
- Giochi olimpici:

Rio de Janeiro 2016: oro nell'individuale.